# Segunda División 1979/80
Die Segunda División 1979/80 war die 49. Spielzeit der zweithöchsten spanischen Fußballliga. Sie begann am 2. September 1979 und endete am 1. Juni 1980. Meister wurde Real Murcia.

## Vor der Saison
Die 20 Mannschaften trafen an 38 Spieltagen jeweils zweimal aufeinander. Die drei besten Mannschaften stiegen in die Primera División auf. Die letzten vier Vereine stiegen ab.
Als Absteiger aus der Primera División nahmen Celta Vigo, Racing Santander und Recreativo Huelva teil. Aus der Segunda División B kamen Gimnàstic de Tarragona, UD Levante, Real Oviedo und Palencia CF.

## Abschlusstabelle
| Pl. | Verein                     | Sp. | S  | U  | N  | Tore    | Diff. | Punkte |
| --- | -------------------------- | --- | -- | -- | -- | ------- | ----- | ------ |
| 1.  | Real Murcia                | 38  | 19 | 9  | 10 | 058:390 | +19   | 47:29  |
| 2.  | Real Valladolid            | 38  | 17 | 11 | 10 | 053:400 | +13   | 45:31  |
| 3.  | CA Osasuna                 | 38  | 20 | 4  | 14 | 074:490 | +25   | 44:32  |
| 4.  | FC Elche                   | 38  | 15 | 12 | 11 | 046:410 | +5    | 42:34  |
| 5.  | CD Castellón               | 38  | 16 | 10 | 12 | 047:420 | +5    | 42:34  |
| 6.  | CE Sabadell                | 38  | 17 | 7  | 14 | 047:490 | −2    | 41:35  |
| 7.  | Castilla CF                | 38  | 15 | 10 | 13 | 046:390 | +7    | 40:36  |
| 8.  | FC Cádiz                   | 38  | 15 | 9  | 14 | 043:420 | +1    | 39:37  |
| 9.  | Deportivo Alavés           | 38  | 13 | 12 | 13 | 037:390 | −2    | 38:38  |
| 10. | UD Levante (N)             | 38  | 15 | 8  | 15 | 047:510 | −4    | 38:38  |
| 11. | Real Oviedo (N)            | 38  | 13 | 12 | 13 | 040:450 | −5    | 38:38  |
| 12. | Recreativo Huelva (A)      | 38  | 12 | 13 | 13 | 038:420 | −4    | 37:39  |
| 13. | FC Granada                 | 38  | 13 | 11 | 14 | 042:420 | ±0    | 37:39  |
| 14. | Getafe Deportivo           | 38  | 13 | 11 | 14 | 044:500 | −6    | 37:39  |
| 15. | Palencia CF (N)            | 38  | 11 | 14 | 13 | 049:490 | ±0    | 36:40  |
| 16. | Racing Santander (A)       | 38  | 10 | 16 | 12 | 034:390 | −5    | 36:40  |
| 17. | Celta Vigo (A)             | 38  | 12 | 11 | 15 | 048:430 | +5    | 35:41  |
| 18. | Deportivo La Coruña        | 38  | 15 | 5  | 18 | 049:500 | −1    | 35:41  |
| 19. | Gimnàstic de Tarragona (N) | 38  | 8  | 11 | 19 | 029:610 | −32   | 27:49  |
| 20. | Algeciras CF               | 38  | 7  | 12 | 19 | 029:480 | −19   | 26:50  |

Platzierungskriterien: 1. Punkte – 2. Direkter Vergleich (Punkte, Tordifferenz, geschossene Tore) – 3. Tordifferenz – 4. geschossene Tore

| (A) | Absteiger der Saison 1978/79         |
| (N) | Neuaufsteiger der Segunda División B |

## Nach der Saison
Internationale Wettbewerbe
- Finalist der Copa del Rey – Castilla CF – Europapokal der Pokalsieger

 Aufsteiger in die Primera División
- 01. – Real Murcia
- 02. – Real Valladolid
- 03. – CA Osasuna

 Absteiger in die Segunda División B
- 17. – Celta Vigo
- 18. – Deportivo La Coruña
- 19. – Gimnàstic de Tarragona
- 20. – Algeciras CF

 Absteiger aus der Primera División
- Rayo Vallecano
- Burgos CF
- CD Málaga

 Aufsteiger in die Segunda División
- Atlético Madrileño
- FC Barakaldo
- AgD Ceuta
- Linares CF